# Tawrytschanka
Tawrytschanka (ukrainisch Тавричанка; russisch Тавричанка Tawritschanka) ist ein Dorf im Zentrum der ukrainischen Oblast Cherson mit etwa 1500 Einwohnern.
Das Dorf wurde 1859 zum ersten Mal erwähnt, trug bis 1959 den Namen Schtscherbyniwka (Щербинівка) und liegt südlich des Kachowka-Kanals (Каховський канал), 39 Kilometer südöstlich vom Rajonszentrum Kachowka und 93 Kilometer östlich der Oblasthauptstadt Cherson.
Im März 2022 wurde der Ort durch russische Truppen im Rahmen des Russischen Überfalls auf die Ukraine eingenommen und befindet sich seither nicht mehr unter ukrainischer Kontrolle.

## Verwaltungsgliederung
Am 19. August 2016 wurde das Dorf zum Zentrum der neugegründeten Landgemeinde Tawrytschanka (Тавричанська сільська громада/Tawrytschanska silska hromada). Zu dieser zählen auch die 8 in der untenstehenden Tabelle aufgelisteten Dörfer, bis dahin bildete es zusammen mit den Dörfern Marjaniwka, Skworziwka und Solidarne die gleichnamige Landratsgemeinde Tawrytschanka (Тавричанська сільська рада/Tawrytschanska silska rada) im Südosten des Rajons Kachowka.
Am 12. Juni 2020 kamen noch die Ansiedlungen Ostapenka und Wolynske zum Gemeindegebiet.
Folgende Orte sind neben dem Hauptort Tawrytschanka Teil der Gemeinde:
| Name                     | Name            | Name                               |
| ukrainisch transkribiert | ukrainisch      | russisch                           |
| ------------------------ | --------------- | ---------------------------------- |
| Dudtschyne               | Дудчине         | Дудчино (Dudtschino)               |
| Ljubymo-Marjiwka         | Любимо-Мар’ївка | Любимо-Марьевка (Ljubimo-Marjewka) |
| Ljubymo-Pawliwka         | Любимо-Павлівка | Любимо-Павловка (Ljubimo-Pawlowka) |
| Marjaniwka               | Мар’янівка      | Марьяновка (Marjanowka)            |
| Olhiwka                  | Ольгівка        | Ольговка (Olgowka)                 |
| Ostapenka                | Остапенка       | Остапенко (Ostapenko)              |
| Saoserne                 | Заозерне        | Заозёрное (Saosjornoje)            |
| Skworziwka               | Скворцівка      | Скворцовка (Skworzowka)            |
| Solidarne                | Солідарне       | Солидарное (Solidarnoje)           |
| Wolynske                 | Волинське       | Волынское (Wolynskoje)             |